# مرخزة (ردمان)

تعديل مصدري - تعديل

مرخزة هي إحدى قرى عزلة ال عامر بمديرية ردمان التابعة لمحافظة البيضاء، بلغ تعداد سكانها 335 نسمة حسب تعداد اليمن لعام 2004.